# The dog who was a cat inside
The dog who was a cat inside er en animationsfilm instrueret af Siri Melchior efter eget manuskript.

## Handling
Hunden, der er kat indeni, bor i Paris og er så ensom og ulykkelig, at den ender med at komme op at slås med sig selv, fordi katten og hunden hele tiden bliver sure på hinanden. Så falder den i Seinen, hvor katten og hunden svømmer i hver sin retning. Den opdager så, at den kun kan overleve, hvis katten og hunden svømmer i samme retning. Da den kommer op, møder den en kat, som er en hund indeni.